# Gudmehallerne
 (avril 2025).
La Gudmehallerne est un hall omnisports situé à Gudme situé au Danemark, où évolue le club de handball du GOG Svendborg TGI, club évoluant en Håndboldligaen.